# Bananas en pijamas
Bananas en pijamas (originalmente en inglés: Bananas in Pyjamas) es un programa de televisión orientado hacia el público infantil, creado en julio de 1992 por la Australian Broadcasting Corporation. El concepto fue tomado a partir de la canción Bananas in Pyjamas escrita por Carey Blyton en 1967 estando disponible para Estados Unidos a través de la señal de cable aires a las 11:00 a. m. EST/PST tiempo en Nick Jr. en 5 de abril de 1996 en los Estados Unidos.
La serie fue renovada en mayo de 2011, ahora como una serie CGI creada por Southern Star Entertainment estando disponible para Latinoamérica a través de la señal de cable aires a las 8:00 a. m. ET/PT tiempo en Discovery Kids el 6 de enero de 2012 en Argentina.

## Contenido
Los protagonistas son dos bananas antropomórficas llamadas B1 y B2 (Bananín y Bananón en la primera versión hispanoamericana). Otros personajes incluyen a los tres osos vecinos de las bananas: Amy, Lulu y Morgan (estos últimos llamados Lula y Moncho en la versión hispanoamericana) y Don Rata (Rat in a hat, en la versión original), además de Maggie the Magpie (Maruca la Urraca en Latinoamérica), ave que en la versión latinoamericana habla e interactúa con los otros personajes, cosa que no ocurre en la versión original y en otros idiomas y Tolstoy the Tortoise (Tolochito la Tortuga en Latinoamérica). Los bananas, los osos y Don Rata viven en el mismo vecindario de la Avenida de los Abrazos.
Las bananas se identifican por su característica frase, dicha casi siempre cuando tienen una idea: ¡Zumbale! ¿Estás pensando lo que estoy pensando, Bananín? ¡Creo que si, Bananón! Los dos juntos: ¡Es hora de actuar!. Don Rata también tiene sus propias frases como ¡Oh, queso y bigotes! (dicha cuando algo no le salía bien) y Soy Don Rata y soy muy listo (cuando tenía alguna idea).
La serie tuvo como inspiración una canción del año 1967 que solía ser tocada en la versión australiana del programa Play School. Dicha canción era acompañada por una animación de varias bananas vestidas con pijamas a rayas azules y blancas persiguiendo osos de peluche. 
Las bananas, así como los osos y Don Rata eran interpretados por actores con disfraces, similares al programa Teletubbies. En los primeros episodios, las voces de los personajes eran proporcionadas por las mismas personas que estaban dentro del disfraz, pero luego se decidió doblar las interpretaciones debido al cansancio de los actores por el pesado y caluroso traje que debían llevar. El programa comenzó en 1992 y finalizó en el año 2000, completando una serie de 6 temporadas y más de 300 episodios. Diferentes productos de merchandising fueron creados, como juguetes, cómics, videos, etc.

## Protagonistas
B1 (Bananín en Hispanoamérica)
- Duncan Wass (1992–1993)
- Ken Radley (1993–2000)

B2 (Bananón en Hispanoamérica)
- Nicholas Opolski

Amy
- Sandie Lillingston (1992–1993)
- Mary-Anne Henshaw (1993–2000)

Lulu (Lula en Hispanoamérica)
- Taylor Owynns

Morgan (Moncho en Hispanoamérica)
- Jeremy Scrivener

Narrador
- Karina Kelly

## Personajes secundarios
Shane McNamara
- Rat in a Hat (Don Rata del sombrero) (1994–2000)
- Dr. Mouse the Nack (1994–2000)

Emma de Vries
- Maggie the Magpie (Maruca la Urraca en Latinoamérica) (1994–2000)
- Tolstoy the Tortoise (Tolochito la Tortuga en Latinoamérica) (1994–2000)
- Farm Animals (2000)

David Collins
- Tolstoy's Wife (1999)
- Farm Animals (2000)

Mal Heap
- Kevin the Butterfly (1992–93)
- Farm Animals (2000)